# Клей (округ, Південна Дакота)
Шаблон:StateAbbr_ 42°55′ пн. ш. 96°58′ зх. д. / 42.92° пн. ш. 96.97° зх. д.
Округ Клей (англ. Clay County) — округ (графство) у штаті Південна Дакота, США. Ідентифікатор округу 46027.

## Історія
Округ утворений 1862 року.

## Демографія
За даними перепису
2000 року
загальне населення округу становило 13537 осіб, зокрема міського населення було 10184, а сільського — 3353.
Серед мешканців округу чоловіків було 6569, а жінок — 6968. В окрузі було 4878 домогосподарств, 2720 родин, які мешкали в 5438 будинках.
Середній розмір родини становив 2,93.
Віковий розподіл населення поданий у таблиці:
| Стать    | До 15 років | 15-21 | 22-29 | 30-39 | 40-49 | 50-65 | 65-85 | Понад 85 |
| -------- | ----------- | ----- | ----- | ----- | ----- | ----- | ----- | -------- |
| Чоловіки | 1063        | 1460  | 1319  | 705   | 710   | 737   | 501   | 74       |
| Жінки    | 1054        | 1764  | 1236  | 719   | 714   | 692   | 641   | 148      |

## Суміжні округи
- Тернер — північ
- Лінкольн — північний схід
- Юніон — схід
- Діксон, Небраска — південний схід
- Седар, Небраска — південний захід
- Янктон — захід

## Виноски
1. ↑  US Decennial Census. US Census Bureau. Архів оригіналу за 26 квітня 2015. Процитовано 23 березня 2015.
2. ↑  Historical Census Browser. University of Virginia Library. Архів оригіналу за 11 Серпня 2012. Процитовано 23 березня 2015.
3. ↑  Forstall, Richard L., ред. (27 березня 1995). Population of Counties by Decennial Census: 1900 to 1990. US Census Bureau. Архів оригіналу за 28 Грудня 2008. Процитовано 23 березня 2015.
4. ↑  Census 2000 PHC-T-4. Ranking Tables for Counties: 1990 and 2000 (PDF). US Census Bureau. 2 квітня 2001. Архів оригіналу (PDF) за 18 Грудня 2014. Процитовано 23 березня 2015.
5. ↑  State & County QuickFacts. US Census Bureau. Архів оригіналу за 8 липня 2011. Процитовано 26 листопада 2013.(англ.) Наведено за англійською вікіпедією.
6. ↑  American FactFinder. Бюро перепису населення США. Архів оригіналу за 29 липня 2011. Процитовано 31 січня 2008.

| США | Це незавершена стаття з географії США. Ви можете допомогти проєкту, виправивши або дописавши її. |